# Dušan Tittel
Dušan Tittel   (Námestovo, 27 de desembre de 1966) és un exfutbolista eslovac de la dècada de 1990.
Fou 11 cops internacional amb la selecció txecoslovaca i 44 cops amb Eslovàquia.
Pel que fa a clubs, defensà els colors de Slovan Bratislava, Nîmes, Spartak Trnava i Omonia Nicosia.

## Palmarès
Jugador
Slovan Bratislava
- Lliga eslovaca de futbol (3): 1993–94, 1994–95, 1995–96
- Copa eslovaca de futbol (4): 1989, 1994, 1997, 1998
- Supercopa eslovaca de futbol (2): 1993, 1994

Omonia
- Lliga xipriota de futbol (1): 2000-01
- Copa xipriota de futbol (1): 2001

Entrenador
Slovan Bratislava
- Copa eslovaca de futbol (1): 2009-10